# Internet en Chile

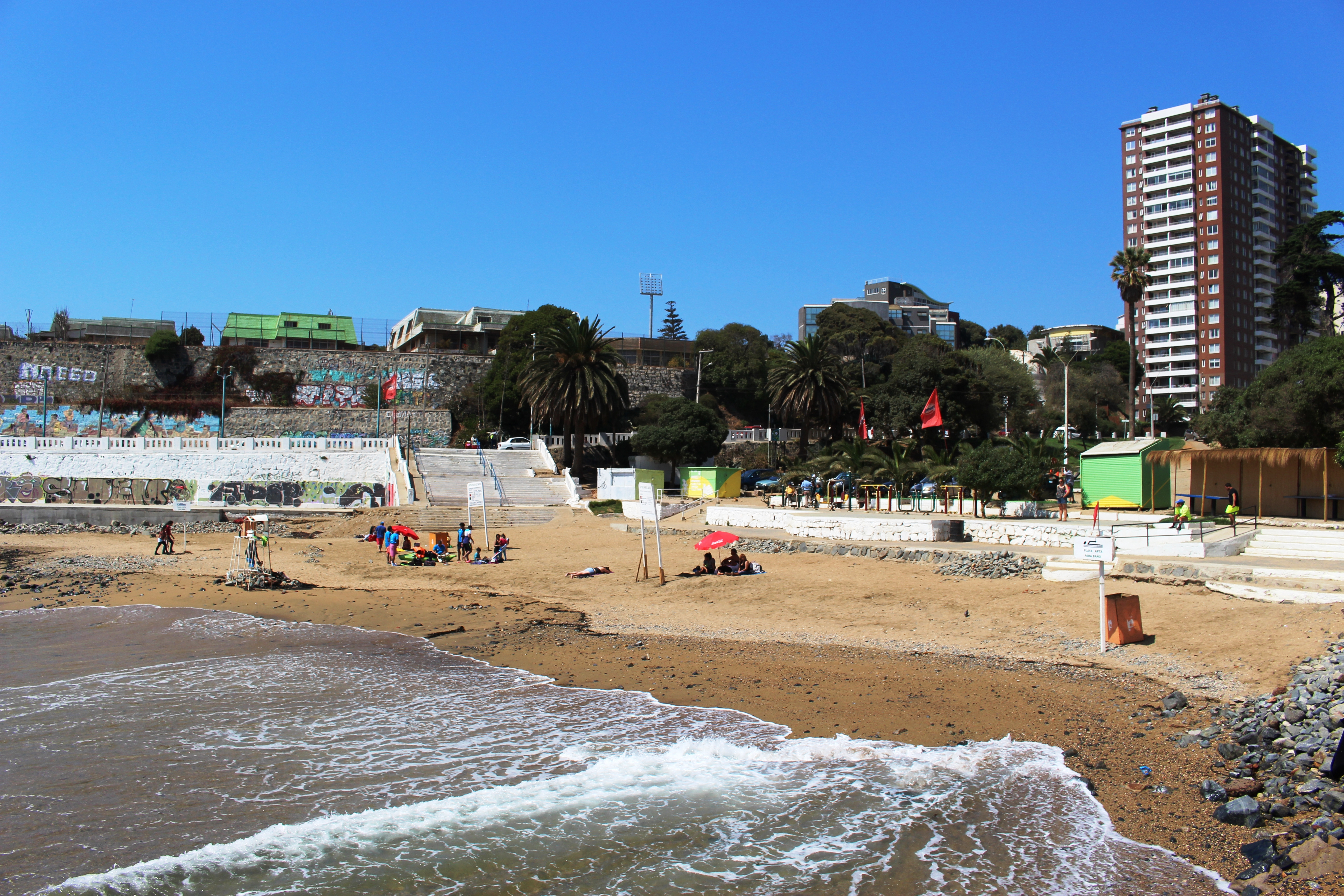
Playa Las Torpederas, principal punto de salida del Internet en Chile.

El Internet en Chile tiene su origen en pruebas realizadas en 1986 entre la Universidad de Chile y la Universidad de Santiago de Chile, su comercialización comienza a mediado de 1990, siendo su masificación en la segunda mitad de los años 2000, anterior a aquello, Chile había experimentado, sin éxito, con el proyecto Synco en 1971, un sistema de transferencia de información económica a "casi" tiempo real con el gobierno.
Las conexiones a Internet en Chile son proporcionadas en su totalidad por el sector privado y están disponibles esencialmente en Híbrido de fibra coaxial, Fibra hasta la casa y Banda ancha móvil (y en menor medida en Internet por satélite y xDSL), a una amplia gama de velocidades y costos.
Hacia 2024, se estima que 18.4 millones de personas tienen conexión a internet en Chile; el 94.3 % de la población nacional
El Internet en Chile se comunica con el resto del mundo principalmente por 5 cables submarinos, en distintos puntos del territorio nacional, el Panamericano (PanAm), por Arica, el South America-1 (SAm-1), por Arica y Valparaíso, el South American Crossing (SAC)/Latin American Nautilus (LAN), por Valparaíso, el Cable Curie de Google por Valparaíso y el Cable Mistral por Arica y Valparaíso.
El regulador técnico del Internet en Chile es el Ministerio de Transportes y Telecomunicaciones, a través de la Subsecretaría de Telecomunicaciones. El dominio de nivel superior geográfico es .cl y es administrado por la Universidad de Chile a través de NIC Chile.

## Historia

### Intentos iniciales y Synco
Previo a la introducción del Internet en Chile, el país se comunicaba con el exterior vía Cartas, el servicio de Correos de Chile había sido iniciado por Chile en 1747 (cuando aún era parte de la corona española), no fue hasta 1851 que se inició un servicio de telegrafía para la comunicación con el exterior, inicialmente en 1851 de forma alámbrica y oficialmente inalámbrica desde 1904, (teniendo cierto protagonismo la Vía Trans Radio Chilena Compañía de Radiotelegrafía, que se transformaría en posterioridad en VTR), a posterior surgió la comunicación con el exterior vía Teléfono -cuya implementación había iniciado en Valparaíso en 1878 por Compañía Chilena de Teléfonos de Edison -que en 1930 se transformaría en la Compañía Telefónica de Chile-
Quizás la experiencia más cercana previa al internet contemporáneo, fue el desarrollo de Synco, en 1970 en el mundo ocurría la Guerra Fría y Chile era conducido por un gobierno que pretendía establecer un Estado socialista, Después de nacionalizar y anexar diversas empresas de propiedad social al Estado, el sistema económico del Gobierno de Allende se enfrentó a la necesidad de coordinar la información de las empresas existentes estatales y las recientemente nacionalizadas. Para lograrlo, se necesitó crear un sistema de transferencia de información dinámico y flexible, tarea realizada por un científico británico el arquitecto de sistemas Stafford Beer.

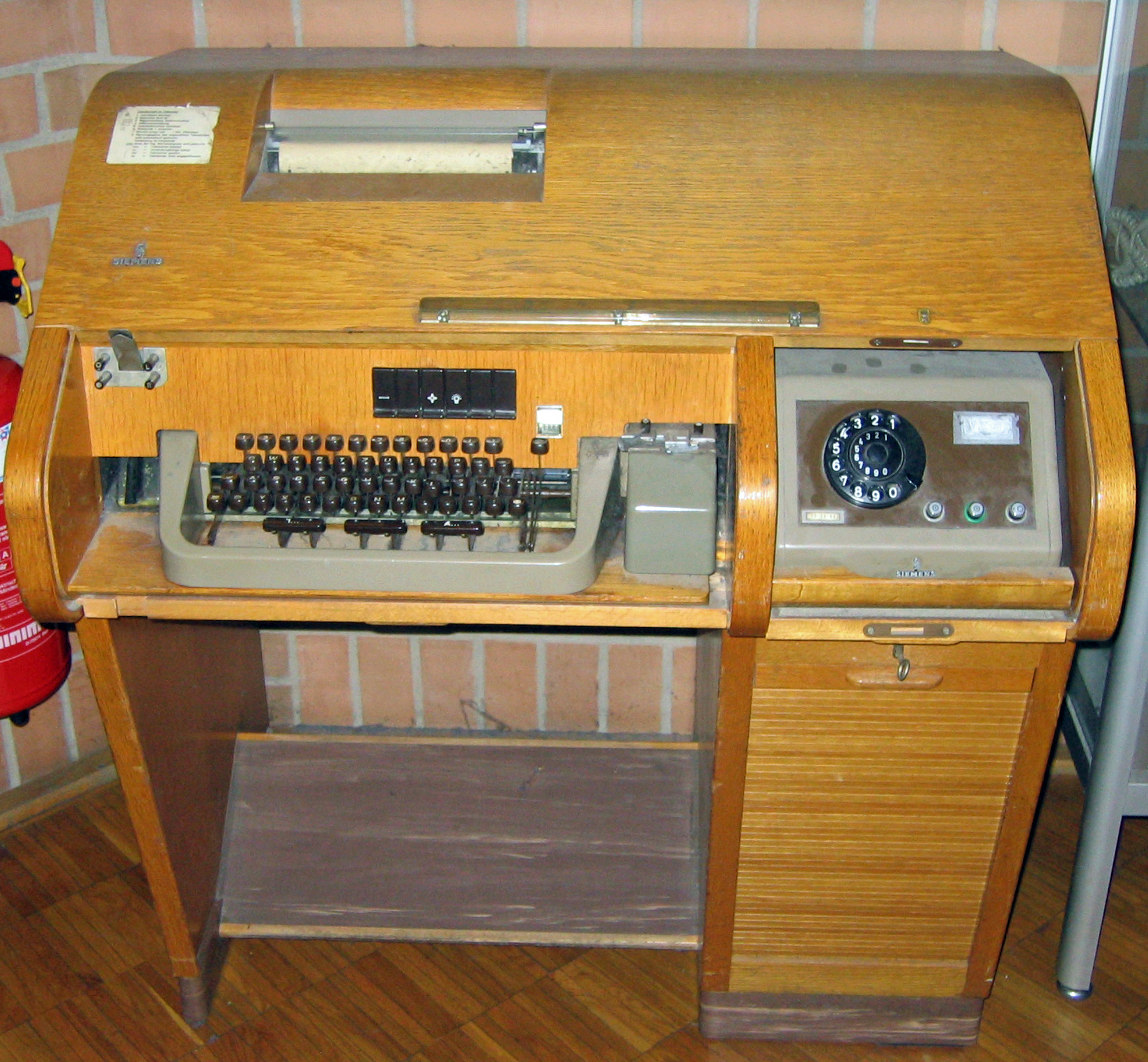
Los teletipos eran dispositivos telegráficos de transmisión de datos, con las que el Gobierno de Salvador Allende pretendía coordinar la información de las empresas recientemente expropiadas con el gobierno central.

Dado que existían 500 teletipos sin emplear, todos ellos adquiridos durante el gobierno de Eduardo Frei Montalva, cada una de las máquinas fue instalada en una fábrica expropiada. En el centro de control en Santiago, un computador procesaba a diario la información recibida desde las fábricas. Al procesar tal información, se obtenían predicciones de corto plazo y recomendaciones para realizar mejoras. Existían cuatro niveles de control (compañía, rama, sector y total) que contaban con retroalimentación algedónica (si el nivel de control inferior no podía solucionar un problema en un intervalo de tiempo determinado, el nivel superior era notificado al respecto). Los resultados eran discutidos en la sala de operación y se elaboraba un plan global.
La red se construyó entre noviembre de 1971 al mismo mes de 1972, aunque nunca se finalizó del todo, el sistema se utilizó experimentalmente en octubre de 1972, durante el paro patronal realizado en dicho mes, cuando 50 000 camioneros en paro bloquearon las calles de Santiago. Mediante las máquinas de teletipos, el gobierno fue capaz de coordinar el transporte de alimentos a la ciudad con los cerca de 200 camiones leales a Allende y que no se encontraban en paro.
Con el golpe militar del 11 de septiembre de 1973, el centro de control fue destruido, documentos e infraestructura telefónica y de teletipo existente fue destruida, Synco nunca pudo ser aplicado y fue abortado irrevocablemente, adicionalmente con el cambio de bloque de Guerra Fría por la Junta de Gobierno de Chile (1973-1990) -que propugnaba un Mercado libre- una red que gestionara una Economía centralizada no tenía sentido.

### La red universitaria

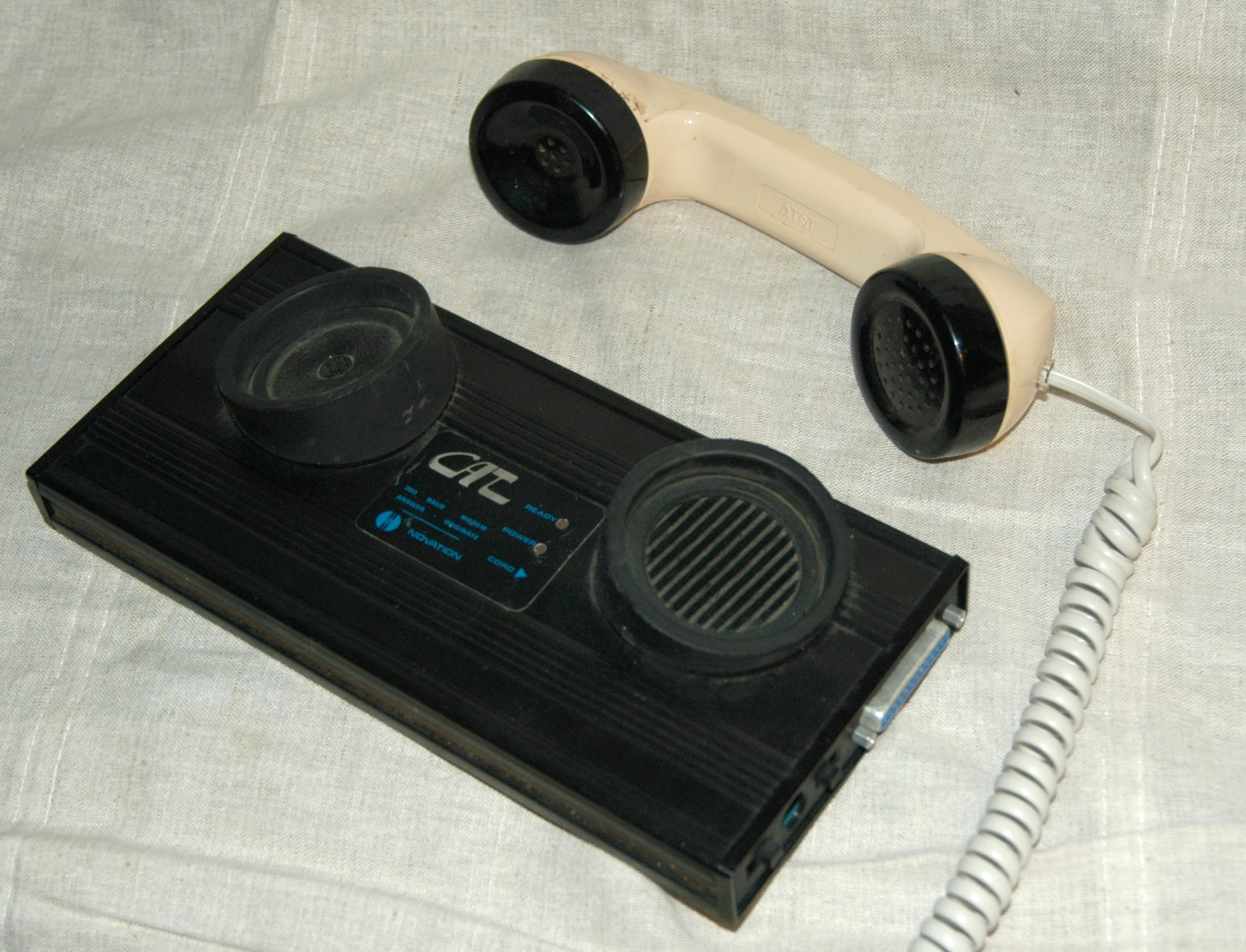
El módem acoplado acústicamente Novation CAT

El internet en Chile -tal cual lo conocemos- se remonta al proyecto ARPANET, en 1972 las universidades de Estados Unidos copiaron el modelo de ARPANET y lo implementaron para intercambiar opiniones entre sí y apoyarse en sus investigaciones académicas, sin embargo, dicho desarrollo no fue copiado en Chile, solo en 1986, desde el Departamento de Ciencias de la Computación de la Universidad de Chile al Departamento de Ingeniería en Informática de la Universidad de Santiago de Chile, a través de una plataforma UUCP, se realizaron algunas pruebas y envíos de correos entre dichas universidad utilizando módems de 300 bits y la línea telefónica de CTC (que para ese entonces, tenía cobertura nacional), imitando una suerte de modelo de Intranet.
No fue hasta 1987 cuando el Dr. Florencio Utreras (de la Universidad de Chile) conectó al país con BITNET, que era una red académica de la City University de Nueva York y la Universidad de Yale, dando el origen al Internet en Chile.
Posteriormente la Universidad de Santiago abandonaría la colaboración y se integró la Pontificia Universidad Católica (PUC). En sus inicios, internet funcionaba entre las universidades locales y con algunas universidades en el extranjero utilizando módems y líneas telefónicas preexistentes de la única compañía de teléfonos en Chile -que tenía un monopolio-. El dominio .cl fue entregado en 1986 al Departamento de Ciencias de la Computación (DCC) de la Universidad de Chile y pasó luego a ser administrado por NIC Chile, comenzando a comercializarse recién en el año 1997.

### La comercialización de 56k y ADSL

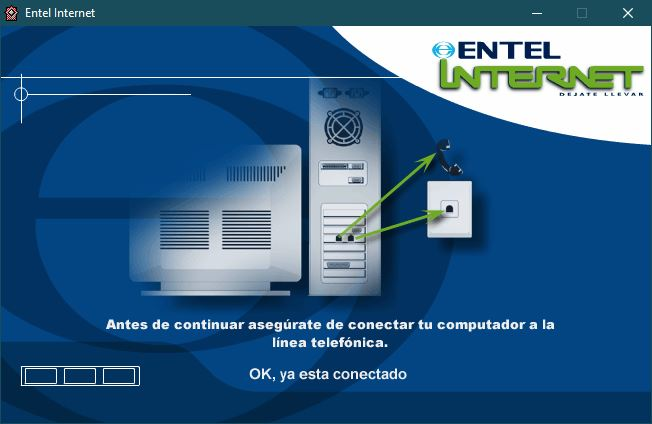
Asistente para la Conexión de 56k de Entel durante los años 1990

Recién en 1993 comienza la comercialización del Internet en Chile, la entonces CTC (Compañía de Teléfonos de Chile) adquirió la tecnología de la Universidad de Chile, mientras que la tecnología de la Universidad Católica de Chile pasó por varios dueños privados hasta llegar hoy a ser Claro Chile.
La entonces CTC (Compañía de Teléfonos de Chile) utilizando su red de telefonía existente, puso en comercialización en 1993 el servicio de Conexión por línea conmutada -con velocidades máximas de 56 Kilobit por segundo-, la cual tenía algunas particularidades, no se podía utilizar la línea telefónica y navegar a la vez, no había conexión local, por lo que el tráfico entre usuarios de ambas redes debían navegar hasta EE. UU. y volver y el servicio era facturado por segundo de acceso y como larga distancia internacional, lo que hacia privativo el servicio a gran parte de la población.
Adicionalmente, la mayoría de la población no veía al internet como de gran utilidad, fuera del ambiente académico, no había ningún interés en Internet en la sociedad Chilena.
Durante la década de 1990 empresas telefónicas y los Carrier de larga distancia empezaron a ofrecer servicios de conexión a Internet al público masivo.
La masividad del internet en chile, se inicia en 1997 y se debe esencialmente a la creación de NAP Chile y a un decreto del Gobierno Chileno, que cambio la forma de facturación del internet, lo que permitió entre 1998 y 1999 aumentarán tanto los usuarios de Internet, los cuales se triplicaron; así como la cantidad de minutos que consumían por mes.

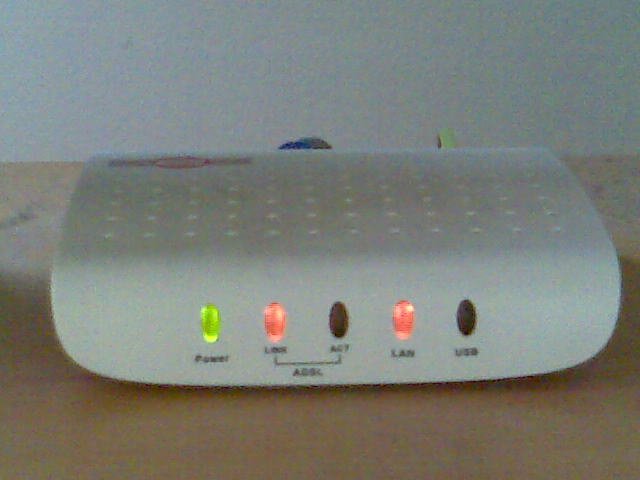
Router ADSL como los que utilizaba Telefónica Chile durante los años 2000

En 1997 varios ISP chilenos se asocian para formar un punto de intercambio de tráfico local, llamado NAP Chile lo que permitió mejorar tanto la latencia del tráfico como los costos de sus ISP asociados.
En mayo de 1999, el gobierno chileno decretó un cambio en las tarifas para quienes acceden a internet usando conexiones telefónicas, se utilizaría una fórmula de cobro llamada Tramo Local. El impacto en el costo de uso es directo para los usuarios, teniendo un 62% de disminución respecto del año anterior.
Una de las principales barreras de acceso que tenía el servicio de internet en Chile, era su cobro por segundo de conexión, fue hacia inicios del año 2000, cuando Entel Chile y Telefónica Chile empezó a incorporar en sus redes telefónicas existentes tecnología ADSL, conexiones de cargo fijo pero a precios privativos para gran parte de la población, con ello nació la Banda ancha, el poder disponer de alta velocidad fue cambiando radicalmente el impacto de Internet y sus usos posibles.

### El desarrollo de la red HFC y el 3G

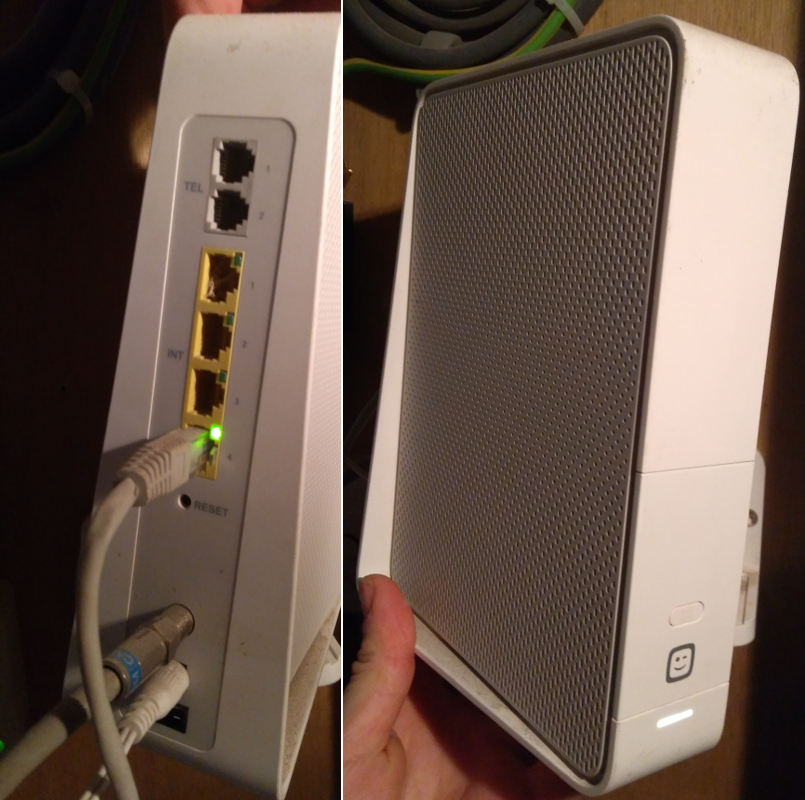
La conexión por Cablemódem es la forma más frecuente de acceder a Internet actualmente.

Hacia 1996, casi la totalidad del internet en chile era por conexión por línea conmutada, sin embargo, una empresa de Televisión por cable -Metrópolis (Chile)- el 17 de octubre de 1996 puso en funcionamiento un canal interactivo de videojuegos llamado Sega Channel, que permitía la descarga de contenido la empresa Sega, siendo esta la primera experiencia de Internet sobre la infraestructura de televisión por cable, en 1999, VTR (Chile) puso en comercialización internet bajo su red existente de televisión por cable vía el estándar DOCSIS 1.0 y bajo conexiones independientes de la red telefónica, de alta velocidad y con pagos diferenciados no por la cantidad de tiempo usado, condiciones que no ofrecía la conexión por línea conmutada, y que hoy son la norma de todos los proveedores de internet doméstico.
Sin embargo, la infraestructura y el acceso a internet por cablemódem fueron más bien modestos sus primeros años; fue solo después de 2004 que el acceso a internet vía híbrido de fibra coaxial empezó a masificarse, concediendo con una estrategia comercial de VTR el lanzamiento su promoción más conocida: el Triple Pack -que abarataba el costo de contratar telefonía, televisión e internet en su conjunto- y la fusión de VTR con Metrópolis Intercom S.A.
En 2002, se empezaban a implementar las primeras redes de tercera generación gracias a los diferentes convenios que realizaron en el exterior SmartCom y Bellsouth, lo que les permitió vender equipos 1xRTT capaces de navegar a 150kbps, con ello comenzó el debut de la Banda ancha móvil, que recién se empezaría a masificar en la década de 2010, con el aumento de la emisión de un contrato (pospago), en desmedro de la comunicación por medio de recargas (prepago), en 2013 se lanza la Telefonía móvil 4G y en 2022, la Telefonía móvil 5G.

### El desarrollo de la red FTTH y satelital

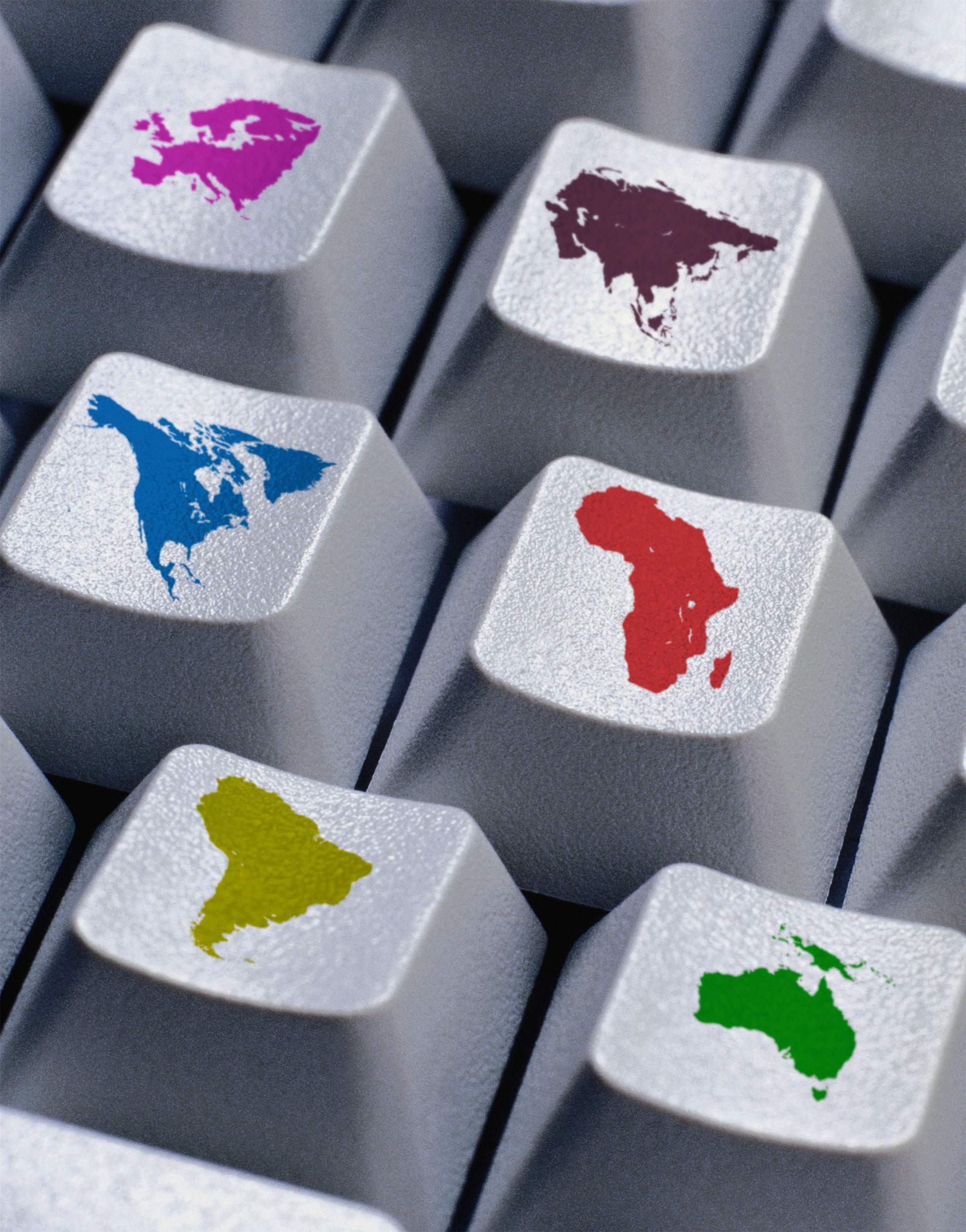
Analistas coinciden que la globalización y los tratados de libre comercio que Chile ha suscrito desde los años 1990 han masificado el internet en Chile y lo han puesto en la palestra mundial.

El desarrollo del Internet en Chile hasta 2006, se basaba en la conversión y reutilización de dos tecnologías existentes previamente en Chile, por un lado se reutilizaba la red telefónica conmutada de la Compañía de Teléfonos de Chile -que en algunos sectores databa de 1880-, vía tecnología de Línea de abonado digital y por otro lado se reutilizaba la red de televisión por cable de VTR -que en algunos sectores databa desde 1987-, vía tecnología de Híbrido de fibra coaxial, ambas tenían amplia cobertura en el territorio nacional, pero también tenían importantes limitantes técnicas -en espacial la red telefónica conmutada- en cuanto a velocidad, latencia y estado del cableado (lo que provocó el rápido declive de las redes xDSL desde 2015 a la actualidad).

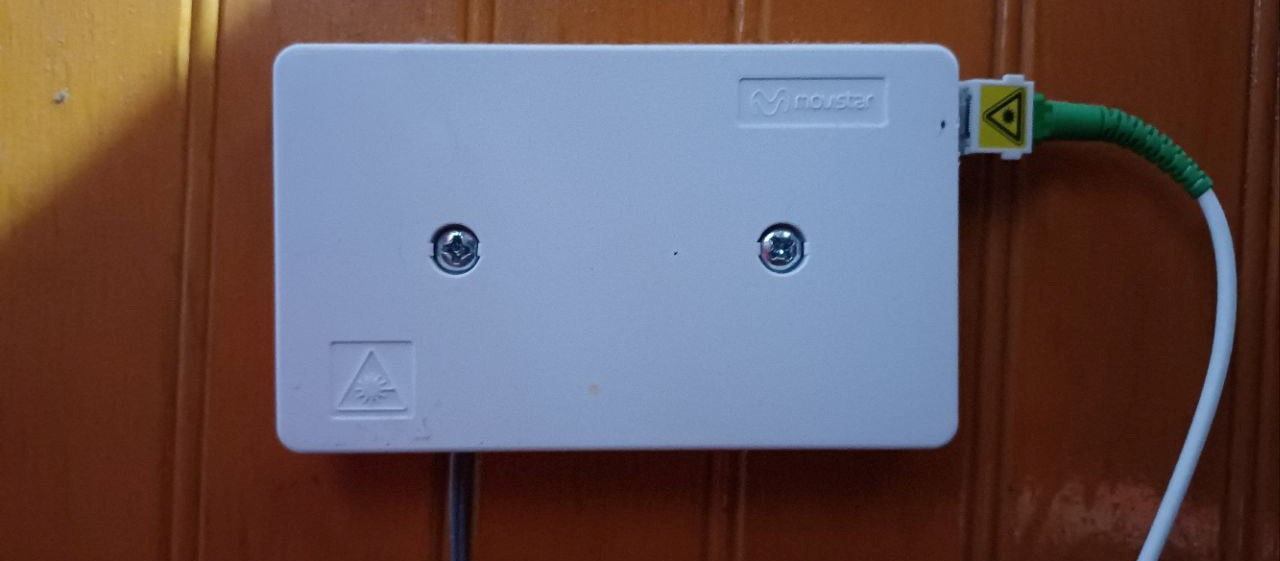
La infraestructura de fibra hasta la casa recién inicio en 2006 y aún es geográficamente limitada.

Si bien los proveedores de internet vía infraestructura de televisión por cable, empezaron a incorporar nuevos estándares de DOCSIS y los proveedores de internet vía infraestructura de red telefónica conmutada, implementaron progresivamente ADSL2 y VDSL2, fue recién en 2006 que la empresa Gtd empezó el despliegue de una infraestructura nueva para proveer internet, basada en fibra hasta la casa, inicialmente, la infraestructura estaba desplegada en sectores residenciales de clase alta y con limitada cobertura geográfica, a posterior en 2012 Movistar comenzó el despliegue de su infraestructura nueva de fibra hasta la casa -con especial masividad de despliegue desde 2020-, a la cual se sumó Mundo y Entel en 2020, WOM en 2019 y VTR en 2021, estas tres últimas, con limitada cobertura geográfica.
El Internet por satélite residencial en Chile es un fenómeno más bien limitado, la mayoría de sus consumidores son parte de desarrollo económico del Medio rural, el Medio rural doméstico utiliza en su mayoría Banda ancha móvil, con todo desde 2014, Movistar (Chile) comercializa Banda Ancha Satelital, a lo que se le sumaria al año siguiente Claro Chile, en 2020 Hughes Communications comenzaría su comercialización, a lo que se le sumaria el año siguiente Starlink. A diciembre de 2021 reportaba más de 1500 clientes.

### Internet contemporáneo

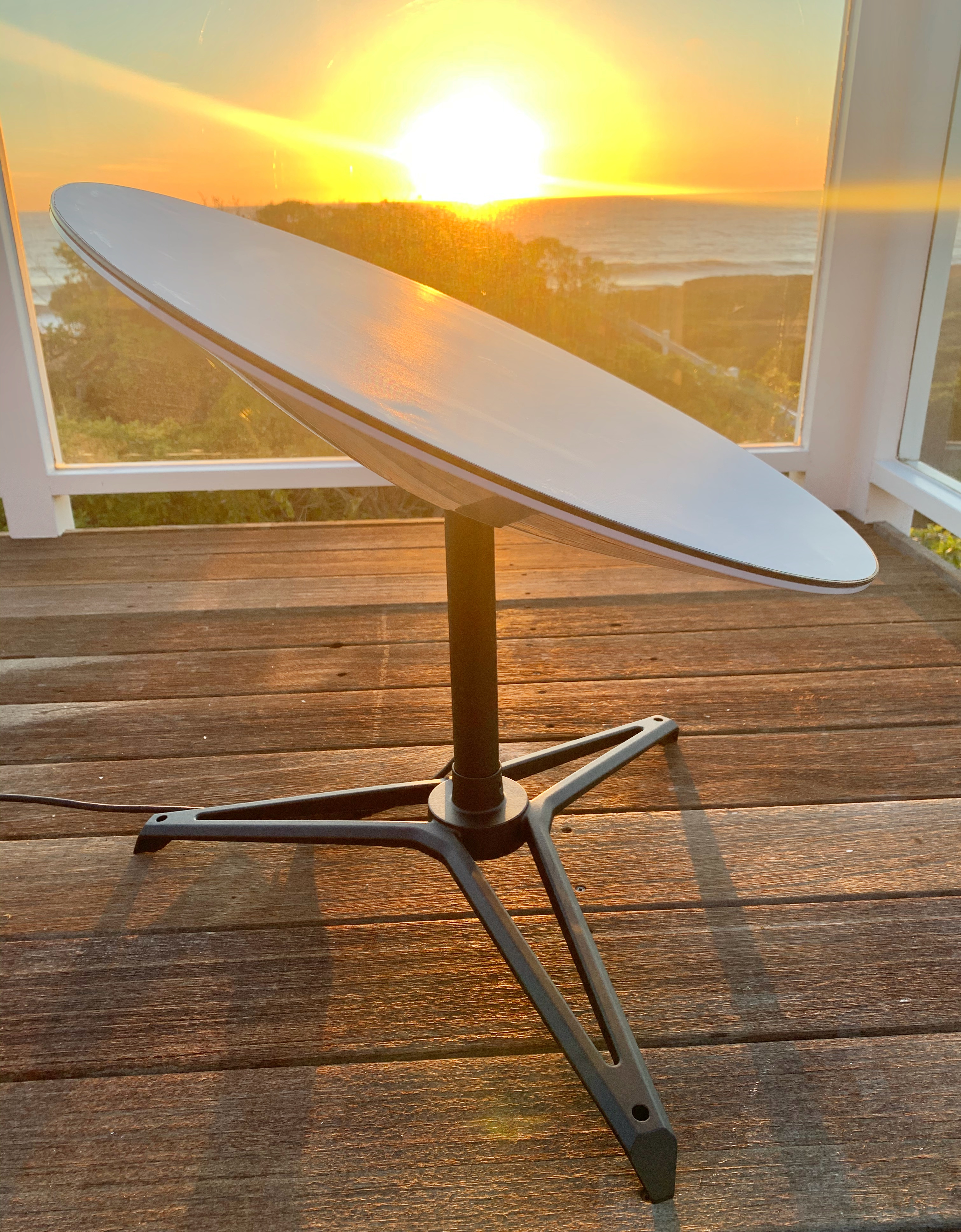
El acceso a internet satelital en Chile es más bien marginal; es utilizado principalmente por el sistema productivo del Medio rural.

Desde 1999, el Gobierno de Chile ha incorporado un sucesivo proceso de digitalización de sus servicios, En 1999, el Servicio de Impuestos Internos, la entidad gubernamental encargada de recaudar los tributos, recibió casi de 90 mil declaraciones de renta a través de Internet, del millón de declaraciones de renta totales de ese año, desde la década de 2010, se ha digitalizado una cantidad importante de trámites gubernamentales, además de una progresiva adopción de la Banca electrónica y del Comercio electrónico, coincidiendo con un proceso de globalización acelerado de Chile a contar de los años 2000.
Analistas señalan que un enorme porcentaje del PIB chileno ha crecido gracias a Internet. La minería, la agricultura y todas las empresas tradicionales, se han visto impactadas en su crecimiento gracias a Internet. Internet ha liberado a Chile de su geografía aislada y ha permitido insertar a Chile en el mundo en forma eficiente.
La principal prueba de infraestructura de internet que ha experimentado Chile fue el Terremoto de Chile de 2010, que dejó un corte de internet masivo y mucha infraestructura de red destruida -Incluyendo una inundación de los servidores de Global Crossing-.
Sin embargo, el principal agente del cambio del Internet Contemporáneo en Chile, fue la Pandemia de COVID-19 en Chile, que causó un aumento de consumo de internet en Chile que se reflejó en los primeros meses de la pandemia, donde se reportó que el uso de redes sociales aumentó un 53% respecto del mismo mes del año anterior, por sobre varios otros países de la región.

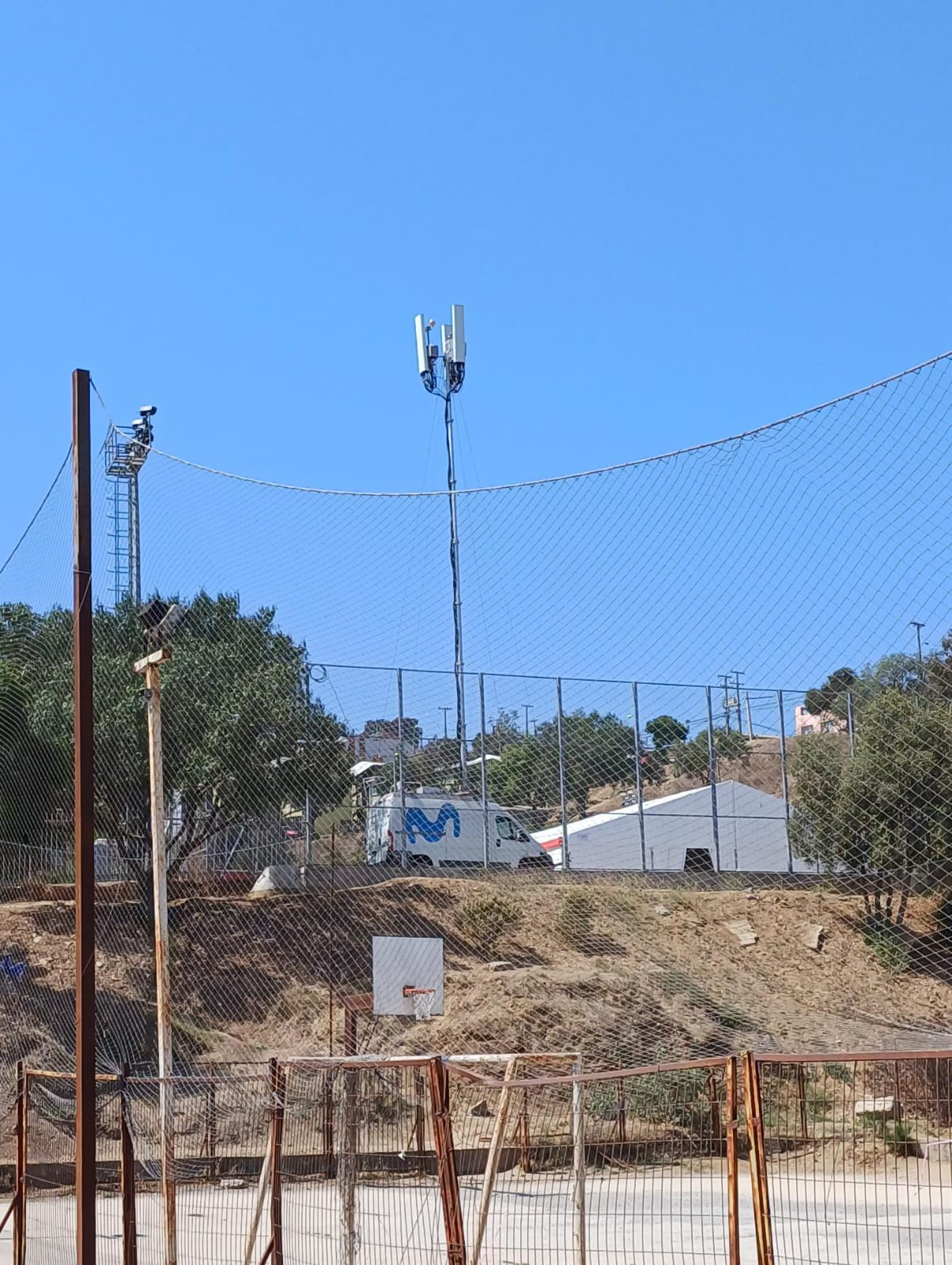
Antena móvil repetidora de 4G y 5G de Movistar, instalada en los lugares siniestrados por el incendio.

El consumo de datos por usuario llegó a 335,5 GB en internet fija en abril del 2020, un 29,4% más que el año anterior. Respecto del consumo de internet móvil aumentó 26% hasta los 13 Gigabytes en el mismo período, situación aún más acentuada con el confinamiento por la pandemia, donde la red fue expuesta a uso intensivo, lo que obligó a los operadores a robustecer su infraestructura existente y a la sociedad y al Gobierno de Chile a digitalizar muchas de sus prestaciones, surgiendo de forma masiva el Teletrabajo, la Telemedicina, la Educación a distancia, la Banca electrónica de forma absoluta, el Poder Judicial de Chile de forma remota, el Streaming y otros servicios que se mantienen hasta la actualidad..
Para los Incendios forestales en Chile de 2024 en la región de Valparaíso, debido al incendio se destruyeron antenas telefónicas, así como sistemas de respaldos satelitales y varios kilómetros de cableados de fibra troncal y doméstica, lo que sumado al corte de energía generalizado debido al daño por los incendios y a una sobrecarga de la red fija y móvil sin precedentes  provocó que cerca de las 19 horas del 2 de febrero del 2023, todo Viña del Mar y Quilpué experimentara un "blackout" de internet fijo y móvil de todas las compañías, dejando fuera de servicio a la Telefonía IP y a Transbank (y con ello fuera de servicio el procesamiento de transacciones de pago con tarjetas de crédito, débito bancarias y prepago), si bien las compañías de internet activaron rápidamente Roaming Automático Nacional de Emergencia (RAN) (que es esencialmente compartir automáticamente sus antenas, haciendo la comunicación redundante en caso de falla en algún punto) y telepuertos portátiles satelitales para el uso de las Fuerzas Armadas de Chile, Carabineros de Chile, Policía de Investigaciones de Chile, Bomberos de Chile y los servicios sanitarios de emergencia, la conectividad doméstica tardó varias semanas en volver en su integridad. 

## Regulación y legislación

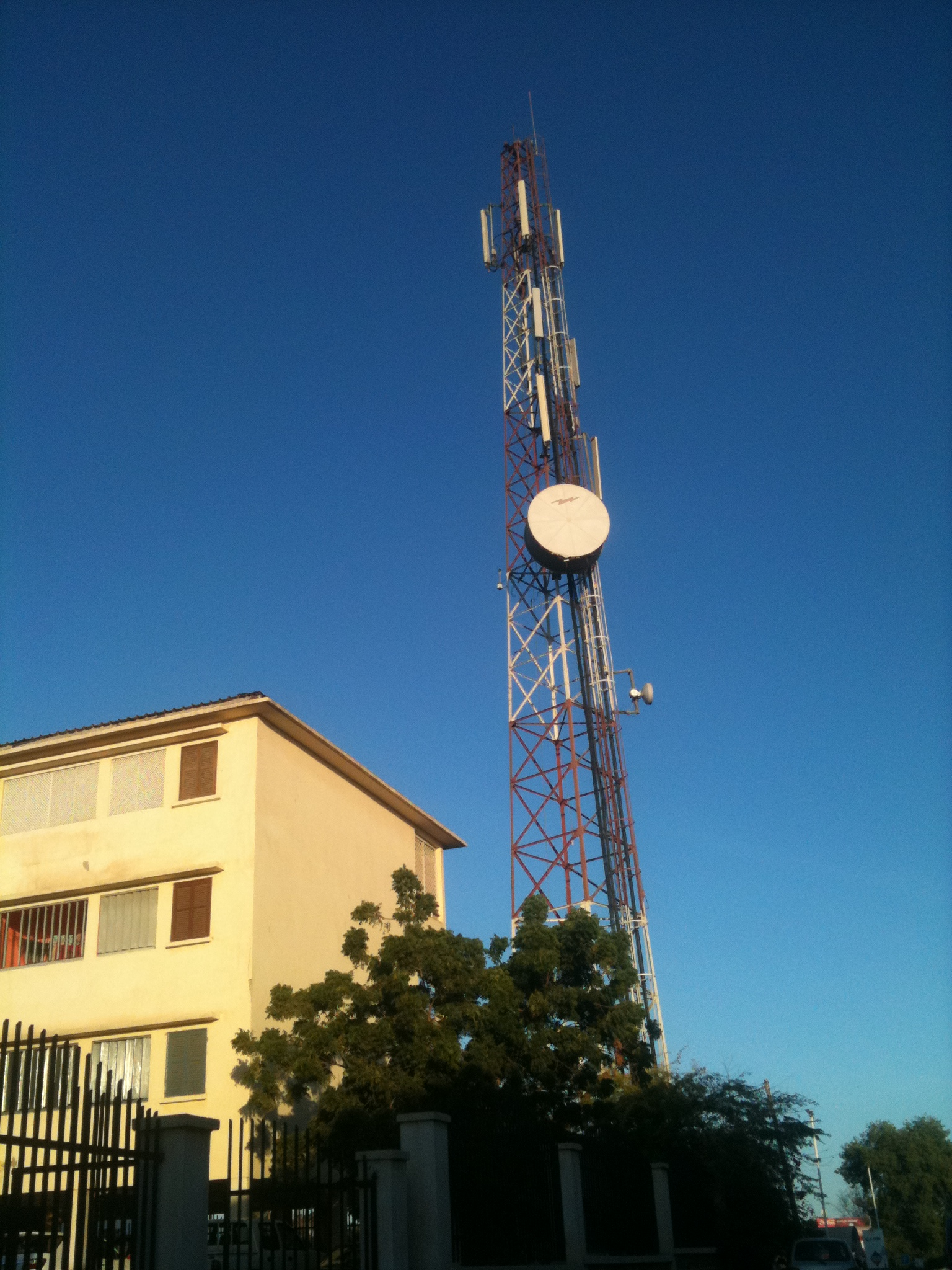
Legalmente desde 2010, las ISP tienen prohibición de bloqueo, interferencia, discriminación, entorpecimiento y restricción arbitrarios a las actividades de los usuarios de Internet, siendo la red neutral.

El control y supervisión en el ejercicio de las telecomunicaciones en el país -y del Internet en Chile-, está a cargo de la Subsecretaría de Telecomunicaciones de Chile (también conocida por su acrónimo Subtel) es una subsecretaría de Estado creada por el decreto ley n.º 1.762 del 30 de abril de 1977, dependiente del Ministerio de Transportes y Telecomunicaciones (MTT).
La principal legislación del Internet en Chile, es la Ley 18.168 General de Telecomunicaciones de Chile, dictada en 1982, que establece una serie de requisitos para las ISP
- Se definen los proveedores de servicios de Internet (ISP), como «toda persona natural o jurídica que preste servicios comerciales de conectividad entre los usuarios o sus redes e Internet».
- Los proveedores de servicios de internet son libres de desplegar redes y mantener centros y servidores que sustenten su servicio, sin embargo, deberán pedir permiso a los municipios para el despliegue de redes que usen el alumbrado público.
- Los proveedores de servicios de internet deben retirar su infraestructura en desuso y su instalación y operación no deben significar un daño medioambiental o a la salud pública.
- Los proveedores de servicios de internet podrán instalar antenas libremente, con la única restricción de lugares donde habiten personas vulnerables y con estándares de altura y radiación máxima indicados.
- Se establece la prohibición de bloqueo, interferencia, discriminación, entorpecimiento y restricción arbitrarios a las actividades de los usuarios de Internet. Los ISP podrán tomar las medidas necesarias para la gestión de tráfico y administración de red, y deberán cuidar la privacidad de los usuarios, la protección contra virus y la seguridad de la red.
- Se prohíbe la limitación de la incorporación o uso «de cualquier clase de instrumentos, dispositivos o aparatos en la red», mientras sean legales y no dañen la red.
- Se establece la obligación de ofrecer controles parentales.
- Se establece la obligación de «publicar en su sitio web, toda la información relativa a las características del acceso a Internet ofrecido, su velocidad, calidad del enlace, diferenciando entre las conexiones nacionales e internacionales, así como la naturaleza y garantías del servicio».
- La infraestructura del proveedor de servicios de internet se entiende como infraestructura crítica y tiene especial resguardo por parte de las Fuerzas Armadas de Chile
- Los usuarios son dueños de su número de teléfono, pudiendo acceder a Portabilidad numérica
- Las compañías móviles deben proveer servicio de roaming a otras compañías en zonas remotas, donde muchas veces no todos los proveedores de servicios de internet tienen antenas.

Adicional a la Ley 18.168 General de Telecomunicaciones Chile, existen diversos cuerpos legales que regulan aspectos específicos del acceso a internet:
- Resolución N.º 1483 de octubre de 1999. Fija Procedimiento y Plazo para Establecer y Aceptar Conexiones entre ISP
- Resolución N.º 698 de junio de 2000. Fija indicadores de calidad de los enlaces de conexión para cursar el tráfico nacional de Internet y sistema de publicidad de los mismos.
- Resolución N.º 3729 de julio de 2011. Aprueba protocolo para las mediciones de indicadores establecidos en reglamento que regula las características y condiciones de la Neutralidad de la Red en el servicio de acceso a Internet.
- Resolución N.º 6267 de noviembre de 2011. Fija sentido y alcance del Decreto N.º 368, de fecha 15 de diciembre de 2010, reglamento que regula las características y condiciones de la Neutralidad de la Red en el servicio de acceso a Internet, en el sentido que indica.
- Resolución N.º 7268 de diciembre de 2011. Modifica norma de indicadores de calidad de enlaces de conexión para cursar tráfico de Internet y sistema de publicidad de los mismos.
- Decreto N°138 de fecha 13 de octubre de 2020 que aprueba el Reglamento sobre roaming automático y Operador móvil virtual.
- Ley N.º 21.398 establece una serie de nuevos derechos para los consumidores de compras por Internet en distintos ámbitos.
- Ley N.º 21.220, que modificó el Código del Trabajo en materia de trabajo a distancia y teletrabajo.

## Indicadores y utilización

### Penetración

#### Banda Ancha Fija
- Penetración Banda Ancha fija por Hogares (%): 94.3% (2024)[2]
- Promedio de tráfico diario de conexión fija por habitante (2024): 335,3 Gigabytes
- Cantidad de tráfico mensual fijo aprox. por hogar (de 3 personas): 1.005,9Gigabytes

#### Banda Ancha Móvil
- Penetración de Internet móvil (%): 119.44% (2024)
- Promedio de tráfico diario de conexión móvil por habitante (2024): 13 Gigabytes
- Cantidad de tráfico mensual móvil aprox. por habitante: 403 Gigabytes

### Participación del tráfico web según dispositivo
- Computadores (%): 49,02%
  - Windows: 44.01%
  - OS X: 3.92%
  - Linux 1.09%
- Teléfonos móviles (%): 49,41%
  - Android: 36.56%
  - IPhone: 12.85%
- Otros dispositivos (%): 1.26%

### Navegadores
- Chrome: 68.38%
- Safari: 17.09%
- Edge: 4.92
- Firefox: 2.46%
- Navegador de Samsung: 2.23%
- Opera: 2.01%

### Tráfico General
- Cantidad de tráfico anual (2024): 32.91 Exabytes (aprox. 91.46 Petabytes diarios) [31]

### Cuota de Mercado por ISP

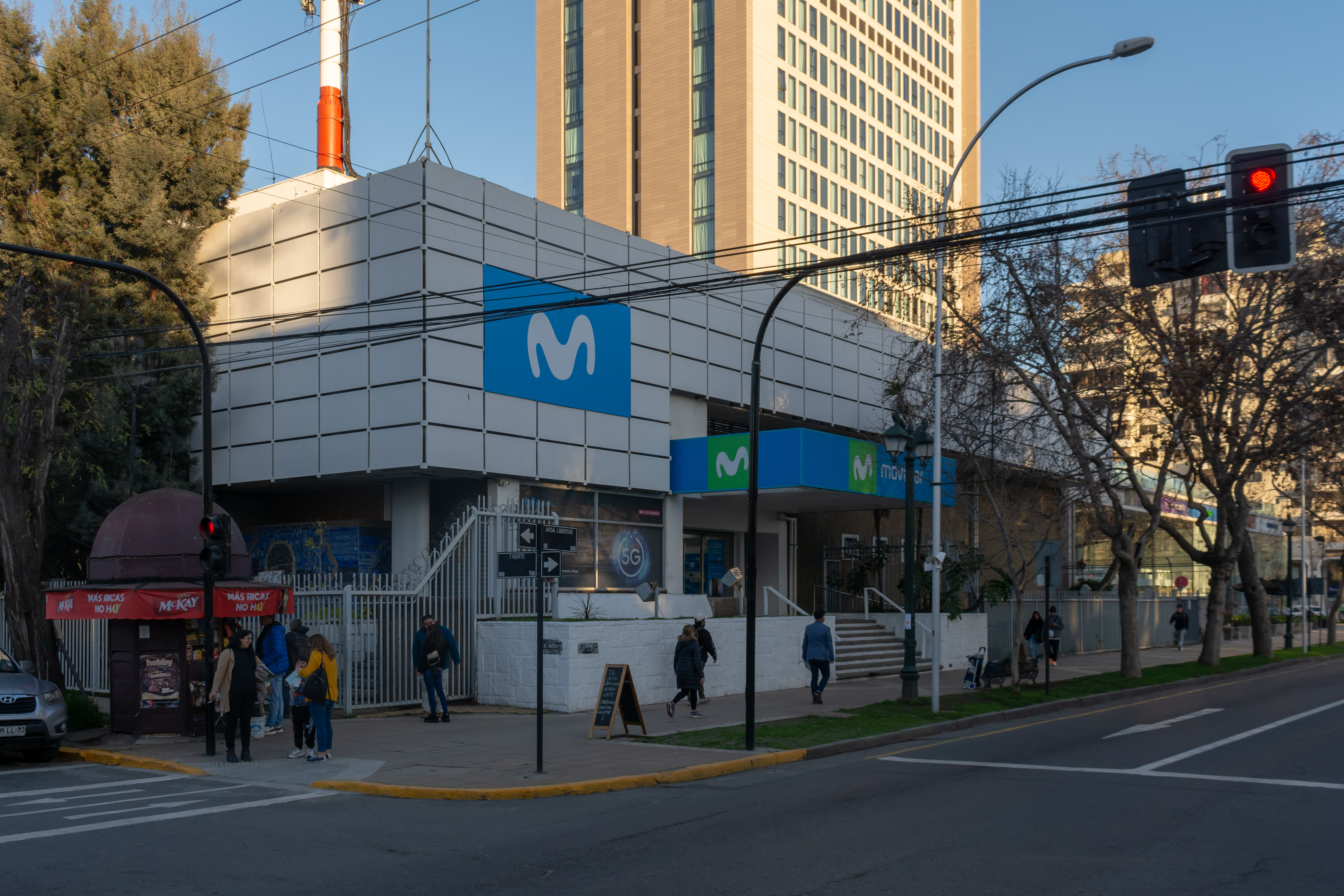
Actualmente es Movistar Chile (Parte del Grupo Telefónica) el que concentra la mayor cantidad de accesos a internet y gestiona la mayor cantidad de tráfico.

### Cuota de Mercado por ISP[31]
| Puesto | Proveedor de servicios de internet | Tecnologías Utilizadas                      | Tráfico Total Anual      | Porcentaje del Mercado |
| ------ | ---------------------------------- | ------------------------------------------- | ------------------------ | ---------------------- |
| #1     | Movistar Chile                     | xDSL (0,33%) y FTTH (99,65%)                | 8,814 Petabytes (27.69%) | 29.4%                  |
| #2     | VTR                                | HFC (65.8%) y FTTH (34.2%)                  | 6,716 Petabytes (21,10%) | 23.44%                 |
| #3     | Mundo                              | FTTH (100%)                                 | 7,181 Petabytes (22.54%) | 19.75%                 |
| #4     | Entel                              | xDSL (2.65%), WiMAX (0.11%) y FTTH (97,24%) | 4,004 Petabytes (12.57%) | 9.04%                  |
| #5     | Claro Chile                        | xDSL (0.01%), HFC (91.37%) y FTTH (8.62%)   | 762 Petabytes(2.39%)     | 6.67%                  |
| #6     | WOM                                | FTTH (100%)                                 | 1,380 Petabytes(4.34%)   | 4.54%                  |
| #7     | Telsur                             | xDSL (4.0%) y FTTH (96%)                    | 1.156 Petabytes (3.63%)  | 4.53%                  |
| #8     | GTD                                | xDSL (1.43%) y FTTH (98.57%)                | 780 Petabytes (2.45%)    | 2.24%                  |
| #9     | Starlink                           | Satélites de órbita baja (100%)             | Desconocido              | 1.49%                  |
| #10    | Directv                            | FTTH (100%)                                 | Desconocido              | 0.57%                  |
| #11    | Otros                              | xDSL, HFC, WiMAX, FTTH o Satelital          | 552 Petabytes (1.73%)    | 0.55%                  |

### Consumo de bienes a través de e-commerce
- Personas que compran bienes en internet: 12.05 Millones
- Gasto total anual (USD): $7.64 Billones

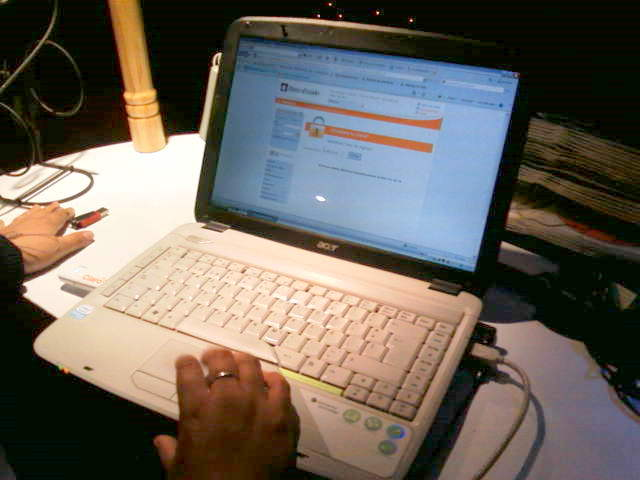
Búsquedas, Ver videos, Redes sociales, Banca electrónica y Pornografía son los principales usos del Internet en Chile.

### Sitios web más visitados (2024)[33]
| Puesto | Sitio web         | Contenido                                                   |
| ------ | ----------------- | ----------------------------------------------------------- |
| #1     | Google            | Motor de búsqueda                                           |
| #2     | Youtube           | Servicio de alojamiento de videos                           |
| #3     | Instagram         | Servicio de red social                                      |
| #4     | Facebook          | Servicio de red social                                      |
| #5     | WhatsApp          | aplicación de mensajería instantánea                        |
| #6     | Xvideos           | Servicio de alojamiento de videos pornográficos             |
| #7     | Pornhub           | Servicio de alojamiento de videos pornográficos             |
| #8     | Wikipedia         | Enciclopedia                                                |
| #9     | ChatGPT           | chatbot de inteligencia artificial                          |
| #10    | BancoEstado       | Banca electrónica                                           |
| #11    | Bío-Bío           | Noticias                                                    |
| #11    | X.com             | Servicio de red social                                      |
| #12    | MercadoLibre      | Comercio electrónico                                        |
| #13    | Emol              | Noticias                                                    |
| #14    | Falabella         | Comercio electrónico                                        |
| #15    | Tiktok            | Servicio de red social                                      |
| #16    | Netflix           | Servicio de streaming                                       |
| #17    | twitch.tv         | retransmisión de videojuegos en directo                     |
| #18    | Aliexpress        | Comercio electrónico internacional                          |
| #19    | claveunica.gob.cl | Autenticación electrónica para trámites del Estado de Chile |
| #20    | bing.com          | Motor de búsqueda                                           |

### Ancho de banda
- Velocidad promedio de conexiones fijas: 280,02 Mbps
- Ancho de banda internacional (kbit/s por usuario): 73.1 (40 en el ranking)[34]

Distribución de velocidades con conexiones fijas:
| Año  | hasta 256 kbps | Más de 256 kbps y hasta 1 Mbps | Más de 1 Mbps y hasta 5 Mbps | Más de 5 Mbps y hasta 10 Mbps | Más de 10 Mbps y hasta 100 Mbps | Más de 100 Mbps y hasta 1 Gbps | Más de 1 Gbps | Total     |
| ---- | -------------- | ------------------------------ | ---------------------------- | ----------------------------- | ------------------------------- | ------------------------------ | ------------- | --------- |
| 2009 | 40 358         | 286 279                        | 1 262 220                    | 100 168                       | 5 467                           | 465                            | 77            | 1 695 034 |
| 2010 | 30 209         | 154 835                        | 895 637                      | 612 611                       | 125 889                         | 289                            | 94            | 1 819 564 |
| 2011 | 13 798         | 134 111                        | 922 183                      | 687 279                       | 267 559                         | 62                             | 50            | 2 025 042 |
| 2012 | 19 843         | 156 042                        | 838 643                      | 742 363                       | 429 009                         | 241                            | 32            | 2 186 173 |
| 2013 | 14 403         | 133 440                        | 847 299                      | 777 949                       | 534 467                         | 1 933                          | 81            | 2 309 572 |
| 2014 | 11 639         | 111 791                        | 869 095                      | 721 383                       | 786 307                         | 1 018                          | 123           | 2 501 356 |
| 2015 | 9 812          | 93 800                         | 884 557                      | 617 030                       | 1 119 518                       | 4 378                          | 156           | 2 729 251 |
| 2016 | 7 553          | 85 996                         | 537 167                      | 676 813                       | 1 554 103                       | 50 302                         | 199           | 2 912 133 |
| 2017 | 6 136          | 49 002                         | 390 670                      | 513 492                       | 1 297 037                       | 811 945                        | 246           | 3 068 528 |
| 2018 | 5 209          | 22 778                         | 220 715                      | 543 792                       | 1 479 422                       | 983 849                        | 332           | 3 256 097 |
| 2019 | 5 099          | 16 581                         | 242 037                      | 392 416                       | 1 448 431                       | 1 329 681                      | 522           | 3 434 767 |
| 2020 | 38 207         | 12 559                         | 207 867                      | 247 152                       | 870 970                         | 2 411 794                      | 885           | 3 789 434 |
| 2021 | 0              | 0                              | 0                            | 330.680                       | 468.723                         | 3.485.674                      | 2.414         | 4.287.491 |
| 2022 | 0              | 0                              | 0                            | 110.535                       | 247.449                         | 4.097.299                      | 4.929         | 4.460.212 |
| 2023 | 0              | 0                              | 0                            | 66.238                        | 159.480                         | 4.291.970                      | 6.891         | 4.524.579 |
| 2024 | 0              | 0                              | 0                            | 48.390                        | 161.733                         | 4.422.328                      | 14.774        | 4.647.225 |

Distribución de accesos móviles en el país por tecnología:
| Año  | Total de conexiones 2G | Velocidad Promedio 2G | Total de conexiones 3G | Velocidad Promedio 3G | Total de conexiones 4G | Velocidad Promedio 4G | Total de conexiones 5G | Velocidad Promedio 5G | Total de Conexiones Móviles |
| ---- | ---------------------- | --------------------- | ---------------------- | --------------------- | ---------------------- | --------------------- | ---------------------- | --------------------- | --------------------------- |
| 2009 | 3.052.045              | 114 Kbps/s            | 638.787                | 128 kbps              |                        |                       |                        |                       | 3.690.832                   |
| 2010 | 3.809.777              | 114 Kbps/s            | 1.445.675              | 128 kbps              |                        |                       |                        |                       | 5.255.452                   |
| 2011 | 4.802.719              | 114 Kbps/s            | 3.154.995              | 3,29 Mbps             |                        |                       |                        |                       | 7.957.714                   |
| 2012 | 3.988.594              | 56 Kbps/s             | 4.983.888              | 3,29 Mbps             |                        |                       |                        |                       | 8.972.482                   |
| 2013 | 3.444.862              | 56 Kbps/s             | 6.366.120              | 3,29 Mbps             |                        |                       |                        |                       | 9.810.982                   |
| 2014 | 1.744.424              | 56 Kbps/s             | 8.610.313              | 3,29 Mbps             | 545.410                | 4,10 Mbps             |                        |                       | 10.900.147                  |
| 2015 | 1.270.825              | 56 Kbps/s             | 7.885.665              | 3.43 Mbps             | 2.397.579              | 4.85 Mbps             |                        |                       | 11.554.069                  |
| 2016 | 730.115                | 40 Kbps/s             | 6.924.263              | 2.08 Mbps             | 6.290.876              | 5.26 Mbps             |                        |                       | 13.945.254                  |
| 2017 | 368.480                | 40 Kbps/s             | 5.554.675              | 3.36 Mbps             | 10.768.313             | 12.81 Mbps            |                        |                       | 16.691.468                  |
| 2018 | 380.406                | 40 Kbps/s             | 3.549.684              | 3.13 Mbps             | 14.559.221             | 13.45 Mbps            |                        |                       | 18.489.311                  |
| 2019 | 286.123                | 20 Kbps/s             | 2.454.468              | 2.04 Mbps             | 16.506.614             | 25.22 Mbps            |                        |                       | 19.247.205                  |
| 2020 | 167.375                | 20 Kbps/s             | 1.960.755              | 2.04 Mbps             | 18.582.095             | 37.09 Mbps            |                        |                       | 20.710.225                  |
| 2021 | 102.837                | 20 Kbps/s             | 1.580.711              | 2.04 Mbps             | 20.985.682             | 42.18 Mbps            | 32.430                 | 122 Mbps              | 22.701.660                  |
| 2022 | 194.266                | 20 Kbps/s             | 1.165.493              | 3.13 Mbps             | 19.201.262             | 52.19 Mbps            | 2.040.071              | 153.7 Mbps            | 22.601.092                  |
| 2023 | 183.254                | 20 Kbps/s             | 850.710                | 3.13 Mbps             | 17.777.981             | 57.11 Mbps            | 3.844.699              | 160 Mbps              | 22.656.644                  |
| 2024 | 130.785                | 20 Kbps/s             | 848.362                | 3.13 Mbps             | 16.633.260             | 54.55 Mbps            | 5.353.619              | 184 Mbps              | 22.835.241                  |

### Tráfico malicioso
Según el informe de estado de internet del último cuarto del 2018, Chile ocupaba el puesto número 68 en generar más tráfico de ataque a nivel mundial.

## Aspectos técnicos
A nivel técnico, el dominio.cl permite algunas características adicionales: permite nombres de dominios internacionalizados (IDN), tráfico IPv6 y la autenticación de seguridad para el servicio de nombres de dominio (DNSSEC). Además, actualmente hay 12 mirrors de servidores raíz en Chile: hay instancias de los servidores D, E, F, J, K y L en Santiago, una instancia del servidor L en Concepción[cita requerida] y copias de las raíces B,D y E en Arica. La instancia de B Root Server alojada en Arica es la primera copia de esta letra alojada fuera de Estados Unidos y actualmente (junio de 2019) sirve tráfico IPv4 e IPv6 para todos los países del mundo. Los servidores raíz B, D, E, J y K son alojados por PIT CHILE.

### Aplicaciones y servicios presentes
A fines de la década de 2000, empezaron a llegar a Chile distintos servicios globales. Entre estos se cuentan:
- Skype: ofrece servicios skypein en Chile desde 2007.[41]
- Netflix: ofrece servicios desde 2011.[42]
- Ookla Speedtest
- nPerf.com
- Spotify: inicia sus operaciones en diciembre de 2013.[43]
- Amazon Prime Video
- Disney+
- STARZPLAY
- Acorn TV
- DAZN
- TNT Go
- TNT Sports Go
- Paramount+
- Universal+
- VTR+
- Ondamedia
- CNTV Play
- CNTV Kids
- Google Podcasts
- DirecTV Go
- HBO Max:
- Star+:
- Discovery+:

### Presencia local de nubes
Diferentes operadores han instalado presencia local de nubes públicas de servicio en Chile. A principios del 2021 se pueden contar las siguientes:
- Huawei Cloud, desde 2019[44]
- Oracle, desde 2020[45]
- Google Cloud, desde el 1 de diciembre de 2021.[46][47]
- Amazon Web Services[48]
- Microsoft Cloud (Azure, Microsoft 365, Dynamics 365)[49]

## Infraestructura de internet

### Infraestructura de conexión internacional

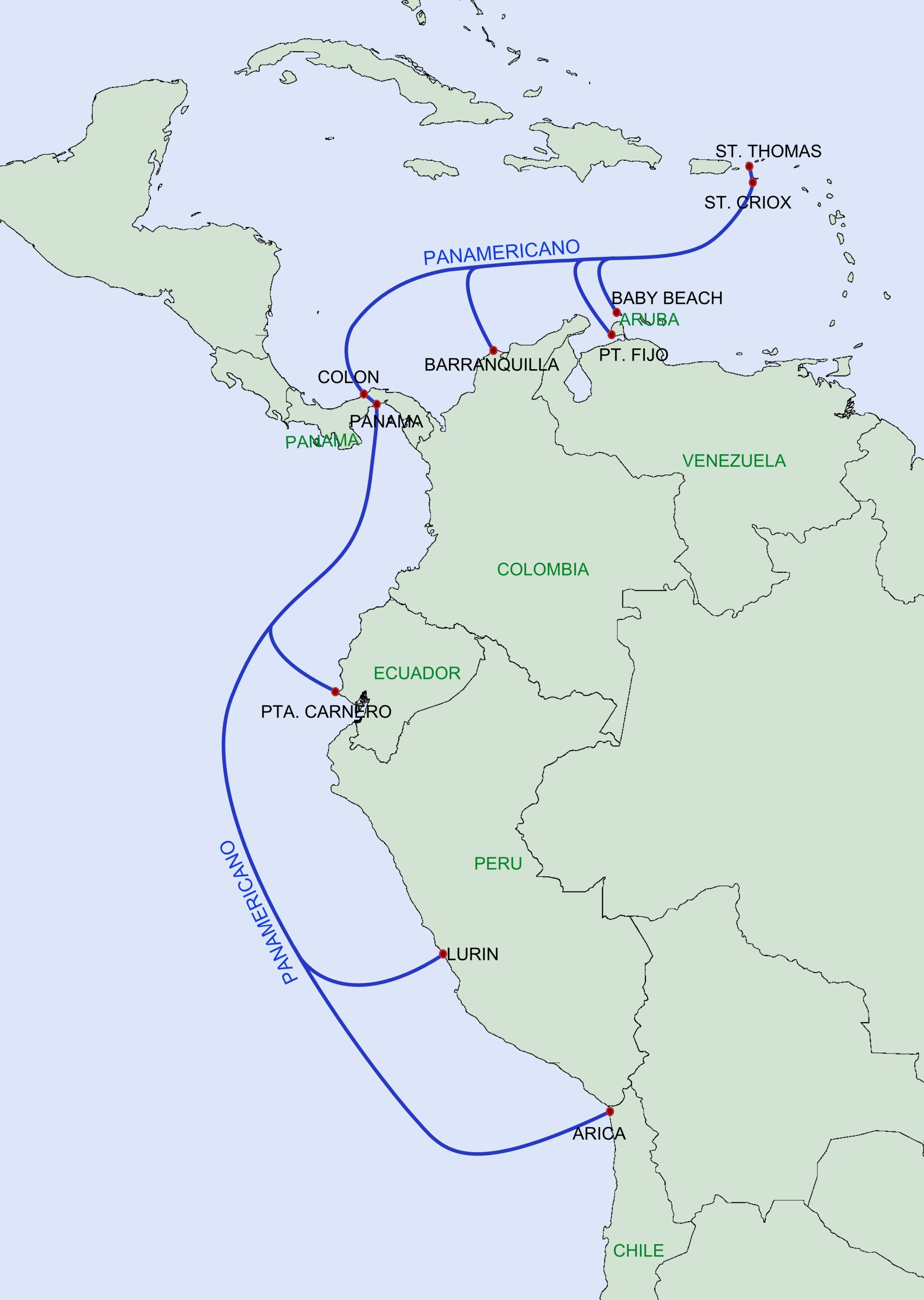
Cable Panamericano, principal vía de conexión del Internet en Chile con el resto del mundo

#### Cables submarinos internacionales
Los cables submarinos internacionales que están activos en el primer semestre del 2021 son:
- Panamericano (PanAm), Arica
- South America-1 (SAm-1), Arica y Valparaíso
- South American Crossing (SAC)/Latin American Nautilus (LAN), Valparaíso
- Cable Curie de Google, Valparaíso[47]
- Cable Mistral de Telxius, Arica, Valparaíso[51]

#### Cables y conexiones terrestres
Además de los mencionados, hay varias conexiones con países limítrofes.
Actualmente hay 11 pasos fronterizos donde hay conectividad. Algunos de estos son:
- Paso Cajón del Maipo, zona ubicada entre Santiago de Chile y Mendoza, en la Argentina, lindante el gasoducto Gas Andes. (Silica)
- Paso Cardenal Samoré (Osorno Chile) y San Carlos de Bariloche (Argentina) (Silica)
- Paso Mamuil Malal (Temuco) con Junín de los Andes (Silica)
- Paso Huemules entre Coyhaique y Río Mayo (Argentina), pasando por Lago Blanco y Balmaceda, en ambos países. (Silica)
- Paso Coyhaique- Aldea Beleiro con Río Mayo (Silica)

Se espera que en 2024 estén operativos otros 20 más. Con esto se logrará tener 24 rutas alternativas para llegar a Argentina, 6 a Bolivia y 2 a Perú.

#### Telepuertos satelitales
Además de los mencionados cables, la conexión al exterior se complementa con Internet por satélite a través de los siguientes telepuertos:
- Longovilo, de Entel Chile.[54]
- Chacalluta, de Movistar.[55]
- Arica, de HughesNet.[56]
- Caldera, Coquimbo, Pudahuel, San Clemente, Puerto Saavedra, Puerto Montt y Punta Arenas de Starlink[57]

### Infraestructura de conexión local

#### Cables submarinos nacionales
También hay cables submarinos nacionales que proveen conectividad entre ciudades:
- Cable Prat (Arica - Puerto Montt y varias ciudades intermedias)
- Cable Pargua - Chiloé
- Cable Quellón - Puerto Chacabuco (Región de Aysén)
- Fibra Óptica Austral (Puerto Montt - Punta Arenas)

#### Puntos de intercambio de tráfico
Con la creación de NAP Chile, en 1997, se inauguró el primer punto de intercambio de tráfico (PIT) en Chile al cual se conectaron varios operadores pequeños. Hasta ese minuto todo el tráfico iba hasta EE. UU.
En 1999, Subtel emitió una circular detallando los requisitos técnicos que debían tener los PIT, buscando potenciar el intercambio de tráfico local. Como resultado, se generaron múltiples PIT interconectados entre sí, potenciando el intercambio local directo de tráfico entre operadores y la disminución de costo y latencia para los usuarios. 
Estos PITs empezaton a conectar también diversos CDNs lo cual mejoró aún más la percepción de los usuarios.
A enero de 2022, Subtel reconoce 10 puntos de intercambio de tráfico.

### Infraestructura doméstica

#### Infraestructura alámbrica
- FTTH (Fibra a la casa): Es la infraestructura más nueva, iniciada en 2006 por Gtd y en 2012 por Movistar, actualmente es la tecnología más usada llegando a ser el 71,3% de las conexiones fijas del país. Existe una red neutral mayorista de fibra óptica -llamada On*Net Fibra- y existen varias compañías que ofrecen esta modalidad de acceso, entre los cuales destacan WOM, Entel, Gtd, Telsur, Movistar, VTR y Mundo Pacífico,[62] todos con diferentes coberturas geográficas, algunas bastantes limitadas. El ancho de banda fluctúa a un máximo de 10 Gbit/s de descarga y a 10 Gbit/s de subida, tendiendo a ser simétrico.

- Cablemódem o  HFC: en Chile es la infraestructura más extensa en cobertura (Iniciada en 1996 utilizando el cableado anterior de la Televisión por cable iniciada en 1987) y la segunda tecnología de mayor uso, con un 25,6% de las conexiones fijas residenciales.. Existen varias compañías que ofrecen esta modalidad de acceso, las más masivas son VTR, Claro Chile (Las cuales han empezado la migración a FTTH). El ancho de banda fluctúa a un máximo de 940 Mbit/s de descarga y a 20 Mbps/s de subida.

- xDSL: Es la infraestructura más antigua que utiliza la red de cableado telefónico, en muchos sectores en desuso por parte de sus operadores, A fines del 2024, eran 25.596 accesos a nivel nacional, un 0,55% de las conexiones fijas residenciales. dependiendo de la tecnología se utilice y el estado del cableado, El ancho de banda fluctúa a un máximo de 50 Mbit/s de descarga y a 15 Mbps/s de subida.

#### Infraestructura inalámbrica
- Internet móvil y Banda Ancha Móvil (BAM): Quienes representa un porcentaje importante de las conexiones de banda ancha del país, en especial en el Medio rural. Las infraestructuras de telefonía móvil son WOM con tecnología 3G, 4G y 5G, Claro Chile con tecnología 2G, 3G y 4G, Entel Chile con tecnología 2G, 3G, 4G y 5G y Movistar Chile con tecnología 2G, 3G, 4G y 5G. Con tasas de transferencia tremendamente variables desde 114 kbit/s hasta 540 Mbit/s dependiendo de la geografía y la tecnología utilizada. También se suman a la infraestructura de Internet Móvil como Operadores móviles virtuales: Gtd, Virgin Mobile Chile, VTR, Mundo Pacífico, Smobi y Plintron,[63] en el último tiempo los operadores han estado apagando la tecnología 2G.

- Internet por satélite: Varias empresas ofrecen servicio de acceso satelital para empresas. A nivel residencial, es un fenómeno más bien pequeño, HughesNet y Starlink tienen cobertura en todo Chile, se reportaban unas 122.069 suscripciones, al rededor del 2.64% de las conexiones.

- WiMAX: La tecnología Will, fue probada en Chile a principio de los 2000, no funcionó de buena forma en Chile debido a su geografía. A principios de la década del 2000 ofrecía Entel Chile, Claro Chile y VTR (Chile) WiMAX, pero actualmente ninguno lo ofrece ni cuenta con infraestructura, hoy solo pequeños ISP lo comercializan en zonas reducidas.[64]

## Proyectos de mejoras

### Proyectos Finalizados

#### Conectividad con Chiloé y Aysén
Durante los años 2004 al 2009, el Fondo de Desarrollo de las Telecomunicaciones apoyó el tendido de cables de varios proyectos sucesivos que buscaban conectar tanto la isla de Chiloé como la provincia de Palena y la región Aysén. La conectividad con la isla se hizo a través de un enlace inalámbrico de 10 Gbit/s en la zona de Pargua.
En el caso de la conectividad a Aysén, el primer cable fue inaugurado en 2008, se lo adjudicó la empresa Telefónica del Sur y tiene tramos terrestres y otros submarinos una velocidad de 10 Gbit/s. Así la conectividad de la zona mejoró notablemente y las tarifas bajaron. Un segundo cable entró en operación a principios del 2015 conectando Puerto Montt, la isla grande de Chiloé y cruzando a Aysén.

#### Conectividad rural
El año 2009 se adjudicó a Entel el plan de extender la red de servicio móvil (para voz y datos) en zonas rurales hasta cubrir a un 90 % de la población del país, agregando así 3 millones de personas. Esto consideró la cobertura de más de 1400 localidades. Se terminó de implementar durante 2012.
Más tarde, en 2015, como contraprestación por la licitación de espectro de 2600 MHz, se ejecutó otro plan complementario, por el cual más de 500 localidades recibieron conectividad, beneficiando a aprox. 130.000 personas.

#### Zonas públicas wifi
A partir del 2014, se han implementado dos etapas de un proyecto para dotar de puntos de acceso wifi en espacios públicos. En una primera etapa se habilitaron 196 puntos y en la segunda se llegó a 416 puntos adicionales en todo el país. Además, en 2019 las empresas privadas Claro, Virgin Mobile y Mundo dan acceso a puntos o zonas de wifi gratis en la capital, San Bernardo y Rancagua en sus tiendas, Metro de Santiago y EFE Central. En 2020 muchas Municipalidades de Chile, principales malls, en los supermercados Unimarc desde su aplicación en sus casi 300 tiendas en todo el país, en buses urbanos, interurbanos y en el Aeropuerto de Santiago, ya cuentan con el servicio de internet gratuito.

#### Fibra óptica austral
Es un cable submarino que une a Puerto Montt con el extremo austral de Chile, con una capacidad de 10 señales de 10Gbps, que implicó una inversión cercana a los $52 mil millones de pesos de la época que entró en operación durante el 2020 y tiene una longitud de unos 2600 km.

### Proyectos en desarrollo

#### Conectividad con Perú
A fines de 2011, se iniciaron conversaciones para instalar fibra óptica transfronteriza entre Arica y Tacna y mejorar así la conectividad entre los países. El proyecto debía estar definido en el primer trimestre del 2012, pero al 2013 todavía no hay avances.

#### Proyecto Anillo Unasur
Como parte de un plan para mejorar la conectividad entre países de Sudamérica, se propuso construir un anillo de fibra óptica entre los países de la Unasur. Este anillo debía estar operando en 2014 para el mundial de fútbol en Brasil. Debido al volumen de datos que se espera que produzcan varios observatorios astronómicos, Chile estaba interesado en participar. En abril de 2019, Chile anunció su salida definitiva del organismo.

#### Cable Prat
Gtd Telsur desplegó un cable submarino con una capacidad inicial de 4 Tbps que conecta 12 ciudades entre Arica y Puerto Montt, mejorando la capacidad de transporte del país. Entró en operación en 2021.

#### Cable Humboldt hacia Asia-Pacífico
En el segundo gobierno de Michelle Bachelet se anunció un proyecto de cable submarino que uniría Chile con Oceanía. El proyecto se llama "Puerta Digital Asia - Sudamérica". Se estima una inversión de USD 400 millones.
El trazado tendrá una distancia aproximada de 14,800 kilómetros y pasará por Isla de Pascua, mejorando su conectividad con el continente Su diseño inicial contempla una capacidad de transmisión de 144 Tbps y cuenta con el respaldo de Argentina, Brasil y Ecuador.
Se estima que entrará en operación en 2025.

#### Red de Fibra Óptica Nacional (FON)
Durante el 2018 se anunció la creación de un proyecto para construir redes de fibra óptica que mejoraran el acceso de los hogares a esta tecnología, ya que se estima muy baja la penetración de fibra óptica en éstos. Además, se busca mejorar la resiliencia de las redes existentes y aumentar la capacidad de transporte. Tendrá en principio 5 macrozonas entre las regiones de Arica y Los Lagos. Es complementario al cable FOA. 
En abril del 2020 se anunció que WOM se adjudicó 5 de las 6 zonas del proyecto, al ser la empresa que solicitó el menor subsidio. Se estima una inversión de 70 millones de dólares.  En febrero de 2021 se anunció que 3 empresas presentaron ofertas para participar en la macrozona sur, la única que no había sido adjudicada.

#### Fibra Óptica Tarapacá
Complementando el proyecto FON, se lanzó el proyecto "Fibra Óptica Tarapacá", en la región del mismo nombre y que tendrá una extensión de 487 km, llegando a 15 localidades de diversos tamaños. En diciembre de 2021 fue adjudicada su construcción y se espera que entre en servicio en 2024.

#### Fibra a la Antártica
A fines de 2021 se firmó un convenio para estudiar la factibilidad de construir un cable submarino que llegue a la Antártica y así mejorar la conectividad y capacidad de conexión de diversas bases presentes. Se estima que el cable tendría una longitud aproximada de 1000 kilómetros. llegando hasta la Isla del Rey Jorge.

## Críticas

### Costo del servicio
En 2011, una de las mayores críticas era que el servicio es caro en comparación a otros países de la OCDE. Frente a eso algunas empresas pidieron revisar la metodología de cálculo.

### Cumplimiento de velocidad prometida y latencia
Una queja recurrente de los usuarios tiene que ver con el cumplimiento de la velocidad comprometida por parte de los ISP, especialmente en horas de alta concurrencia. Esto ocurre tanto para proveedores de servicio fijo como de internet móvil, también es un reclamo frecuente de Gamers la latencia del servicio, la existencia de microcortes y el ruteo hacia los servidores de los juegos en línea y las aplicaciones de comunicación streaming

### Estabilidad del Servicio
Durante la Pandemia de COVID-19 en Chile se produjo una serie de confinamientos, lo que se tradujo en un aumento de Teletrabajo, Educación a distancia y Telemedicina, sumado al aumento de consumo de Televisión por cable, de Videojuego en línea y de plataformas de Streaming, lo que generó un uso intensivo de la red de Internet en Chile y en particular la red de VTR, -que hacia inicios del 2020 concentraba cerca del 33,8% de las conexiones de banda ancha en Chile-, El consumo de datos por usuario llegó a 335,5 GB en internet fija de VTR en abril del 2020, promediando un consumo por hogar de 1,34 TB mensualmente..
Lo anterior se tradujo en sucesivos cortes de servicio, en distinta frecuencia y duración durante el año 2020 y 2021, en mayo del 2020, VTR se disculpa por constantes caídas del servicio en crisis sanitaria, señalando que “No podemos estar a la altura” señalando que "el tráfico explotó un 40 por ciento en marzo".

### Servicio de atención al cliente y asistencia técnica
Otra queja recurrente entre los usuarios del internet en chile, es el mal servicio de venta y postventa asociado al servicio, en muchos casos se observa que la fuerza de venta de las compañías no comprende bien que esta vendiendo, o generan ventas que inducen a errores de contratación, esto se suma a críticas generales del proceso de asistencia técnica, como técnicos poco capacitados, instalaciones mal hechas, la Subcontratación de la asistencia técnica (incluso hacia empresas sin operación ni residencia legal en Chile), excesivo tiempo desde la solicitud hasta la visita técnica y también el endoso a la responsabilidad del cliente en caso de un fallo de red.
También se critica la burocracia excesiva asociada a la retención y baja de la contratación del servicio de internet, las compañías impiden dar de baja la contratación de forma instantánea, más bien burocratizan el proceso (exigiendo varias llamadas, varias veces la identificación personal, la escritura de cartas, la asistencia presencial a sucursal, etc.) para evitar que el cliente deserte de la contratación o para demorar dicho proceso lo máximo posible.

### Filtrado de protocolos y traffic shaping
Si bien la red es neutral en Chile, VTR es el centro de reclamos de varios usuarios por sus prácticas que limitan el potencial de sus conexiones, a través de resquicios legales como la aplicación de técnicas como el conformado de tráfico y el bloqueo de puertos, específicamente los de programas P2P como Bittorrent, lo que lleva a usar VPN a usuarios de programas de P2P.

### Equipos Utilizados
Fuera de la red doméstica de internet, cada ISP utiliza sus propios modelos de Módems en el hogar del cliente, de distinto tipo y desde distinto proveedores, bajo la modalidad de arriendo, algunos proveedores reutilizan el equipamiento de otros clientes que han dado de baja el servicio en clientes nuevos, la reutilización de estos equipos, el uso de marcas de baja calidad y la baja renovación del equipamiento por parte de los ISP a los clientes que llevan años utilizándolo (muchas compañías esperan su mal funcionamiento completo para su reemplazo, atribuyéndole la responsabilidad al cliente), lleva a muchos casos a incidencias en la conexión del servicio con la red de internet o con los dispositivos del hogar, causando críticas por la calidad de estos.
Así mismo, se critica la obligación de uso y arriendo del Módems impuesto por la compañía, impidiendo que el usuario final utilice sus propios equipos en sustitución de los proporcionados, así como la limitante de configurar avanzadamente dichos dispositivos.